# 宮澤政文
宮澤 政文（みやざわ まさふみ、1938年 - ）は、日本の航空宇宙工学者。

## 略歴
長野県岡谷市出身。長野県諏訪清陵高等学校を経て、1962年京都大学工学部航空工学科を卒業。
航空宇宙技術研究所入所。1969年ニューヨーク大学航空宇宙研究所助手となる。1973年、同大学大学院理工学研究科航空宇宙工学にて高速空気力学の研究に従事し、PhD（博士号）を取得。
帰国後宇宙開発事業団（現・宇宙航空研究開発機構）に入所。ロケット開発本部副本部長を経て、筑波宇宙センター所長となる。
1990年、日本航空宇宙学会理事に就任。静岡大学工学部教授。

## 著書
- 『宇宙ロケット工学入門』朝倉書店、2016年[1]
- 『セピア色のスケッチブック』幻戯書房、2020年